# Sogndal Fotball 1982
Questa voce raccoglie le informazioni riguardanti il Sogndal Fotball nelle competizioni ufficiali della stagione 1982.

## Rosa
| N. |                     | Ruolo | Calciatore    |
| -- | ------------------- | ----- | ------------- |
|    | Norvegia (bandiera) | P     | Frode Grodås  |
|    | Norvegia (bandiera) | P     | Leon Hovland  |
|    | Norvegia (bandiera) | D     | Torodd Helle  |
|    | Norvegia (bandiera) | D     | Jarle Skartun |

| N. |                     | Ruolo | Calciatore        |
| -- | ------------------- | ----- | ----------------- |
|    | Norvegia (bandiera) | A     | Svein Bakke       |
|    | Norvegia (bandiera) | A     | Knut Christiansen |
|    | Norvegia (bandiera) | A     | Lasse Opseth      |

## Risultati

### Campionato

#### Girone di andata
| 25 aprile 1982 | Sogndal | 1 – 1 | Molde | Lassa Stadion |

| Ålesund 2 maggio 1982 | Vålerengen | 5 – 2 | Sogndal | Kråmyra Stadion |

| Ulsteinvik 9 maggio 1982 | Sogndal | 0 – 1 | Viking | Høddvoll Stadion |

| Haugesund 16 maggio 1982 | Fredrikstad | 2 – 1 | Sogndal | Haugesund Stadion |

| Sogndal 20 maggio 1982 | Sogndal | 3 – 3 | Rosenborg | Fosshaugane |

| Kristiansand 24 maggio 1982 | Start | 1 – 0 | Sogndal | Kristiansand Stadion |

| 31 maggio 1982 | Lillestrøm | 0 – 1 | Sogndal | Lassa Stadion |

| Steinkjer 6 giugno 1982 | Sogndal | 1 – 2 | HamKam | Guldbergaunet Stadion |

| Bryne 13 giugno 1982 | Bryne | 1 – 0 | Sogndal | Bryne Stadion |

| Sogndal 27 giugno 1982 | Sogndal | 2 – 1 | Moss | Fosshaugane Campus |

| Nedre Eiker 30 giugno 1982 | Mjøndalen | 2 – 1 | Sogndal | Nedre Eiker Stadion |

#### Girone di ritorno
| Molde 2 agosto 1982 | Molde | 0 – 0 | Sogndal | Molde Stadion |

| Sogndal 8 agosto 1982 | Sogndal | 0 – 1 | Vålerengen | Fosshaugane Campus |

| Stavanger 15 agosto 1982 | Viking | 3 – 3 | Sogndal | Stavanger Stadion |

| Sogndal 18 agosto 1982 | Sogndal | 2 – 2 | Fredrikstad | Fosshaugane Campus |

| Trondheim 22 agosto 1982 | Rosenborg | 2 – 1 | Sogndal | Lerkendal Stadion |

| Sogndal 29 agosto 1982 | Sogndal | 2 – 1 | Start | Fosshaugane Campus |

| Sogndal 5 settembre 1982 | Sogndal | 0 – 3 | Lillestrøm | Fosshaugane Campus |

| Hamar 12 settembre 1982 | HamKam | 0 – 1 | Sogndal | Briskeby Gressbane |

| Haugesund 26 settembre 1982 | Sogndal | 3 – 0 | Bryne | Haugesund Stadion |

| Kristiansund 3 ottobre 1982 | Moss | 2 – 1 | Sogndal | Gressbanen |

| Kopervik 10 ottobre 1982 | Sogndal | 0 – 0 | Mjøndalen | Åsebøen Stadion |

### Coppa di Norvegia
|  | Lærdal | 0 – 2 | Sogndal |  |

|  | Sogndal | 6 – 1 | Eid |  |

|  | Raufoss | 0 – 2 | Sogndal |  |

|  | Sogndal | 2 – 5 (d.t.s.) | Molde |  |